# ジェームズ・フォレスタル
ジェームズ・ヴィンセント・フォレスタル（英語: James Vincent Forrestal、1892年2月15日 - 1949年5月22日）は、アメリカ合衆国の政治家、軍人。海軍長官、国防長官、海軍次官補を歴任した。航空母艦を中心とした空母機動部隊構想の支持者として知られる。海軍の最初の超大型空母フォレスタル（USS Forrestal, CVA-59）は彼にちなんで命名された。

## 概要
陸軍から航空軍を分離する形で新たに創設された空軍・空軍省は地上基地から作戦を遂行できると主張し、フォレスタルの空母機動部隊計画に反対した。空軍との対立はフォレスタルを神経衰弱（鬱病）に追い込み、最終的に自殺に繋がった。フォレスタルの死後に空母機動部隊の有効性は朝鮮戦争に於いて実証された。

## 生い立ちと経歴
1892年2月15日にニューヨーク州マッティーワン（現在のビーコン）で、3人息子の末子として誕生した。両親はアイルランド系カトリックである。高校卒業後に彼は新聞社で3年間働き、1911年にダートマス大学に入学して1年後にプリンストン大学に移籍した。学費が続かず、大学中退後に彼は商売を始めたが、1914年7月の第一次世界大戦勃発後は海軍に入隊して飛行士（Naval Aviator）になった。ワシントン（海軍省）勤務もあり、中尉で終戦を迎える。戦後フォレスタルは債券のセールスマンとして、ウォール街の投資会社ウィリアム・A・リード・アンド・カンパニーで勤務し、1938年には同社の社長に就任した。

## 政府での職務
1940年6月にルーズベルト大統領はフォレスタルに特別補佐官への就任を依頼し、8月には彼を海軍次官に任命した。フォレスタルは海軍次官として戦時工業生産の動員に関して非常に貢献した。
フォレスタルは心臓発作で死去したウィリアム・フランクリン・ノックスの後任として1944年5月19日に海軍長官に就任し、終戦の年から戦時動員の解除まで海軍を率い、ドイツ国内の様々な兵器の情報や試作品を回収する作戦（父の伝手もあってジョン・F・ケネディもそのメンバーの中にいた）を指揮し、数々の秘密兵器や関連機材、関係者等を米本土へ移送させた。
フォレスタルは国防機関の統合に反対したが、1947年9月の国家安全保障法によって国家軍政省（1949年8月に国防総省となる。）が創設され、パターソン前陸軍長官が個人的理由から辞退したことによって、皮肉にも統合反対論者のフォレスタルが初代国防長官に就任した。
彼の国家軍政省での1年と6か月の期間はアメリカの国防体制に於いて例外的に困難な時期であった。共産主義者がチェコスロバキアと中華人民共和国で政権を握り、西ベルリンが封鎖されてベルリン空輸が行われた。イスラエルの独立宣言は第一次中東戦争をもたらし、ヨーロッパでは北大西洋条約機構の創設のための交渉が行われた。フォレスタルの運営も極度の軍部間の対立で妨げられた。
フォレスタルはアラブ諸国と対立することは得策ではないとして、パレスチナ分割に対して否定的な態度をとり連邦制を主張したが、これに対してナチスの迫害を受けたユダヤ人を支援することは人道的義務であると考えるジャーナリズムや政府内外の要人から激しい批判を受けた。
また、かつてフォレスタルが海軍長官として海軍を代表し、空軍独立を含む軍再編成計画に対する反対派の中心となった過去や、海軍の空母と空軍の戦略爆撃機のいずれを重視するかという路線対立により、空軍は国防長官のフォレスタルに対して非協力的態度を取った。しかし、かつてのフォレスタル自身を含む国防機関統合反対勢力の主張を受けて国防長官の権限が弱く設定されていたため、フォレスタル国防長官が空軍をコントロールすることは困難であった。
同時期にフォレスタルは国防費の抑制を主張するトルーマン大統領と、それに反対する軍部の板挟みになり苦しんだ。フォレスタル自身はソ連の脅威に備えるべく国防費削減に反対する立場であったが、上記の理由により軍部をコントロールすることが出来ず、問題を事実上大統領に丸投げしてしまう。元々の几帳面な性格にこうした問題による激しい心労が降りかかってフォレスタルは鬱病となり、精神を病んでいく（フォレスタルの死後国防長官の権限は強化される）。

## 病と死去
1949年3月28日に「神経衰弱」により辞職し、鬱病と診断されてベセスダの海軍病院に入院した。同年4月10日にはフォレスタルが「ソ連軍がアメリカに侵入している」という妄想に取りつかれているとの報道がなされた。
5月22日に彼の遺体が3階の屋根の上で発見された。彼は16階の病室に入院していたが、窓から飛び降りて自殺したと判断された。彼の神経症と病院の過失に関する公式報告書はその死の詳細な状況に対する疑念を抱かせ、ソ連の工作員による殺害からUFOの関係まで様々な陰謀説がささやかれることとなった。
生前のフォレスタルはイスラエルの工作員が自分を尾行していると主張していた。その後、アメリカとアラブ国家が密約を結ぶことを危惧したイスラエルが実際に工作員を派遣し、フォレスタルの行動を監視していたことが明らかになった。この事が自殺に大きく関係したという説もあるが、仮にそうだとしても彼を自殺（もしくはそれに見せかけた暗殺）へ追いやった事と直接的なつながりがあった根拠とはなりえない。（当時のイスラエルの政治力から考慮しても、発足間もないイスラエルの諜報組織がこれに大きな役割を果たせるとは考えられず、もっと強力な諜報組織が想定できる。）
なお、彼の遺書とされるものはソポクレスの悲劇『アイアース』からの抜粋であり、本当に彼の遺書であったかどうかも不明なままである。
Frenzy hath seized thy dearest son,
Who from thy shores in glory came
The first in valor and in fame;
Thy deeds that he hath done
Seem hostile all to hostile eyes...
Better to die, and sleep
The never waking sleep, than linger on,
And dare to live, when the soul's life is gone.

## 家族
1926年10月にジョセフィーン・オグデンと結婚し、2人の子女が誕生した。

## 文献

### 自著
- The Forrestal Diaries, edited by Walter Millis, (Viking Press, 1951).

死後、3000ページ超の内容を500ページほどに編集し、出版された日記。現在日記の原本はプリンストン大学に所蔵されており、全ページをマイクロフィルム化したもの（Diaries of James V. Forrestal, 1944-1949, Secretary of the Navy, 1944-1947, and First Secretary of Defence, 1947-1949,  Adam Matthew Publications ,2002）も出版されている。

### 伝記
- Jeffery M. Dorwart, Eberstadt and Forrestal: a National Security Partnership, 1909-1949 (Texas A & M University Press, 1991).
- Townsend Hoopes & Douglas Brinkley, Driven Patriot: The Life and Times of James Forrestal (Knopf, 1992).
- 村田晃嗣『米国初代国防長官フォレスタル――冷戦の闘士はなぜ自殺したのか』（中央公論新社［中公新書］、1999年） ISBN 4121014863